# Monument voor de gevallenen (Zeist)
Het Monument voor de Gevallenen in Zeist gedenkt gevallenen in de Tweede Wereldoorlog. Het staat in het Walkartpark, aan de Slotlaan, Het Rond en Kerkweg.
Het monument bestaat uit een Frans kalkstenen beeld op een voetstuk met aan weerszijden een muurtje. Op de muurtjes staat de tekst Zij gaven hun leven voor de vrijheid en voor de toekomst onzer kinderen. Op het voetstuk zijn de jaartallen 1940-1945 aangebracht. Het monument werd ontworpen door Dirk Wolbers, de onthulling vond plaats op 4 juli 1951.
De naakte mannenfiguur houdt de Nederlandse vlag onder zijn rechterarm. De samengevouwen vlag symboliseert het vasthouden aan de nationale eer en vrijheid. De pose en blik van de figuur wijst op vertrouwen in een betere toekomst. Dit wordt nog versterkt door de linkerhand die boven de ogen wordt gehouden. De beide muurtjes van het voetstuk zijn onderdeel van een vijfhoek ter verbeelding van de vijf oorlogsjaren.
Op 4 mei begint rond tien voor half acht een stille tocht vanaf het gemeentehuis in de richting van het Walkartpark. Daar worden toespraken gehouden door de burgemeester en een scholier.